# チドメグサ属
チドメグサ属（チドメグサぞく、Hydrocotyle）はAPG体系ではウコギ科に属する（伝統的な体系であるエングラーやクロンキストではセリ科）植物の群である。

## 特徴
多年草で、茎は長く匍匐するか立ち、節ごとに根と葉を出す。葉には長い葉柄があり、葉は単葉で円く、葉柄に楯状につくものもある。縁は鋸歯縁か浅く掌状に裂ける。葉柄の基部には托葉がある。花は微細で単散房花序だが、頭状に集まる。花は白か緑色で小さく、分果の隆条は線状か目だたない。
世界の熱帯から温帯にかけて広く分布する。水中（水草）、湿地、または水分の多い土地に生える。

## 利害
匍匐茎で広がり繁殖力旺盛なものが多く、防除の困難な雑草や外来性のものには外来生物として問題になっているものもあるが、一方では在来種のものは緑化の観点から山野の土地の乾燥化を防ぐグランドカバープランツでもある。
日本では特にチドメグサ (H. sibthorpioides) が普通種である。その他にオオチドメやヒメチドメなど6種が自生する。
水草のブラジルチドメグサ (H. ranunculoides) は、日本などに観賞用に持ち込まれたが、逸出し一部の河川などで大繁殖して他の水草を駆逐している。このため日本では、外来生物法に基づいて特定外来生物に指定され、許可のない栽培・輸入などが禁止された。またこのほか北米原産のH. umbellataや南米原産のH. bonariensisなども未判定外来生物とされ、チドメグサ属全種の輸入に対して種類名証明書が要求されている。

## 種
チドメグサ属に分類される植物は75-100種とされている。
日本には以下の6種が自生する。
- オオチドメ（ノチドメ） - H. ramiflora
- ヒメチドメ - H. yabei
- オオバチドメ - H. javanica
- チドメグサ - H. sibthorpioides
- ケチドメグサ - H. dichondrioides

以下、それ以外の主な種を挙げる。
- アマゾンチドメグサ - Hydrocotyle leucocephala
- ブラジルチドメグサ - H. ranunculoides
- ウチワゼニクサ（ウォーターマッシュルーム、タテバチドメグサ） - H. verticillata var. triradiata

## ギャラリー

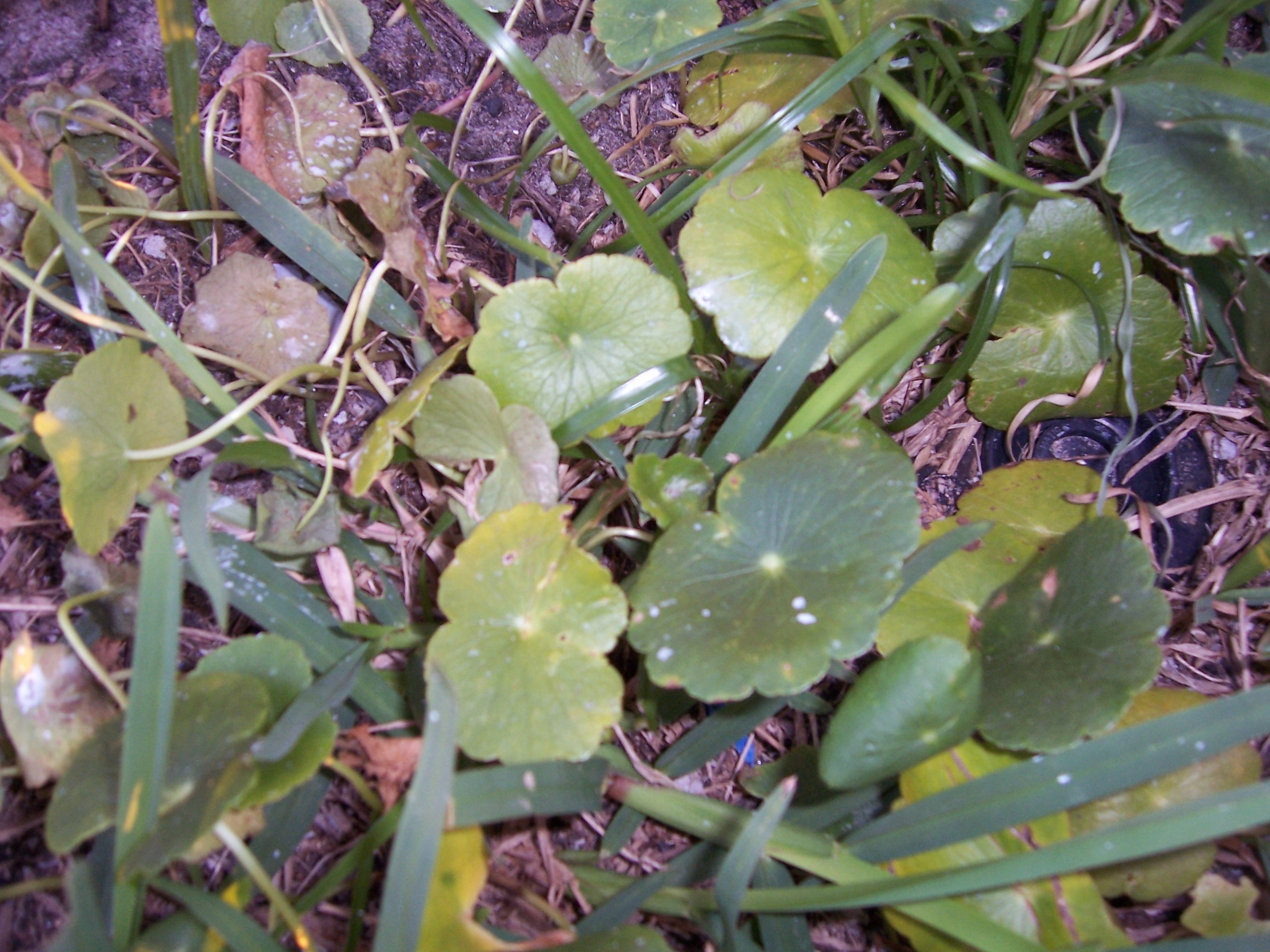
北米原産 Hydrocotyle umbellata
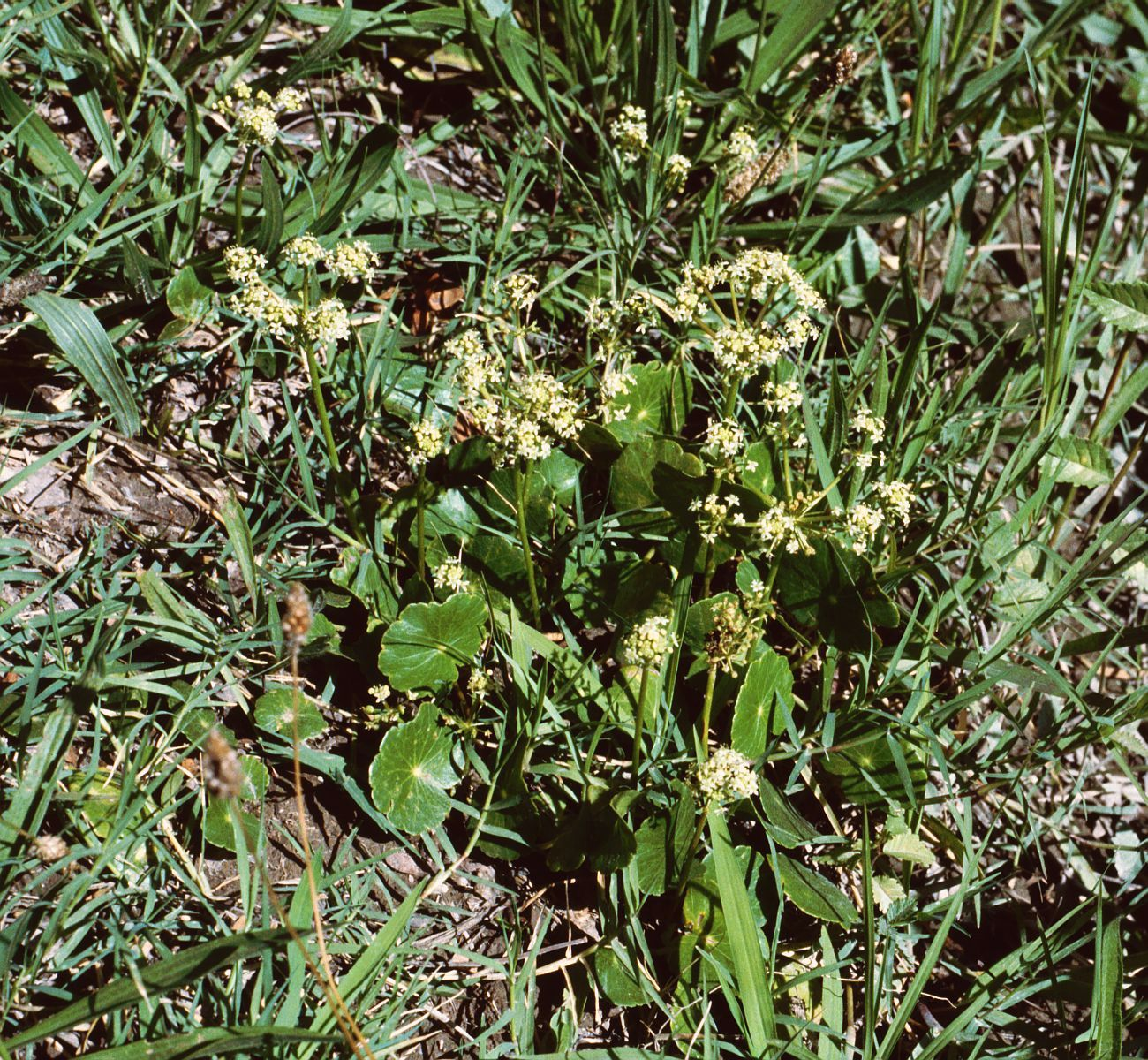
南米原産 H. bonariensis
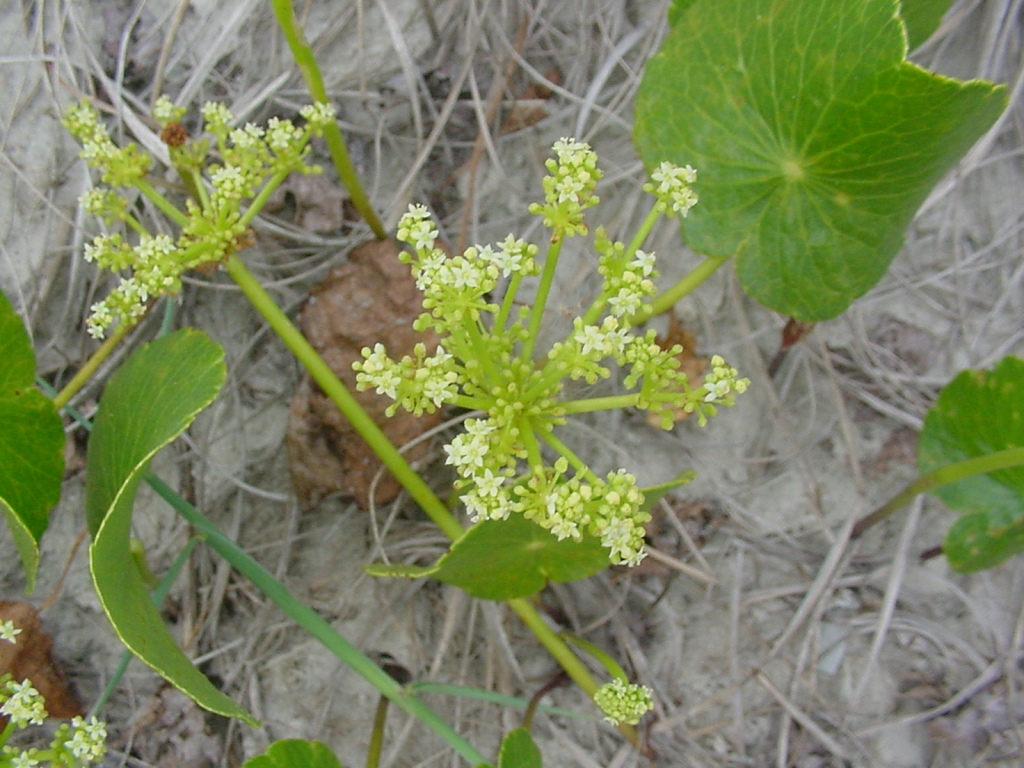
H. bonariensisの花序
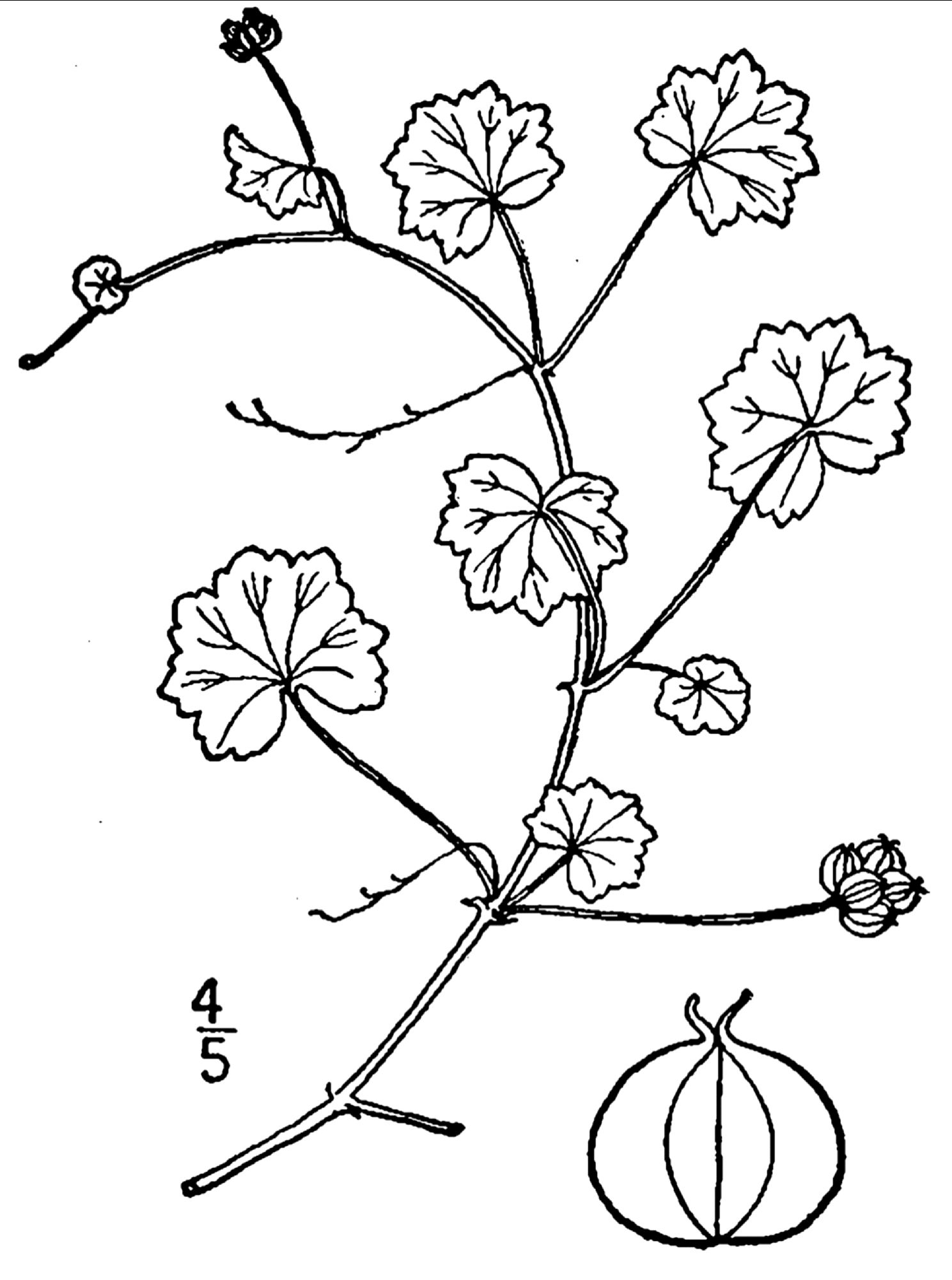
チドメグサの線画
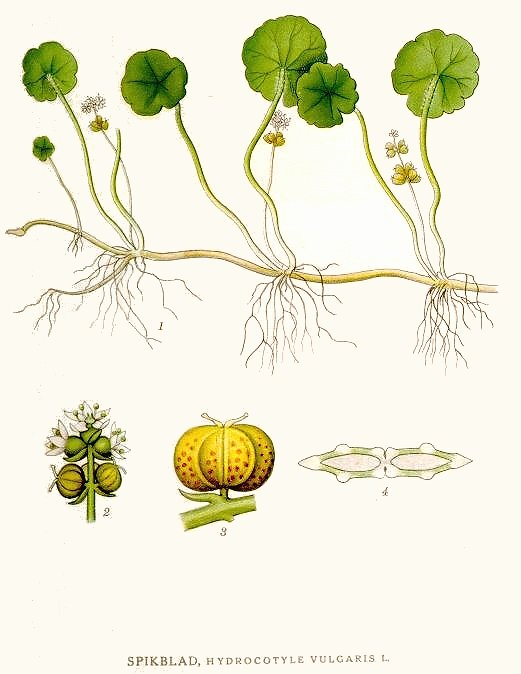
Hydrocotyle vulgaris リンドマン著『北欧の植物図』から
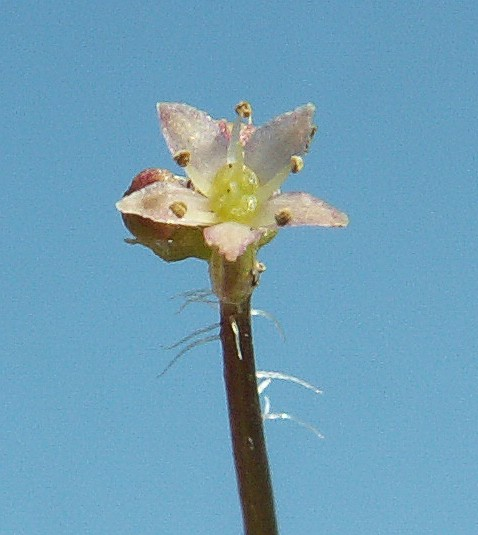
H. vulgarisの花